# Peter McNamara
Peter McNamara, född 5 juli 1955 i Melbourne, Australien, död 20 juli 2019 i Sonthofen i Bayern i Tyskland, var en australisk högerhänt professionell tennisspelare med störst framgångar i dubbel.

## Tenniskarriären
Peter McNamara vann som professionell spelare på ATP-touren totalt fem singel- och 19 dubbeltitlar (varav tre i Grand Slam (GS)-turneringar under perioden 1979-83. Han rankades som bäst på sjunde plats i singel (mars 1983) och på åttonde plats i dubbel (januari 1983). McNamara spelade sammanlagt in 1.046.935 US dollar i prispengar.
Sin första GS-titel vann Peter McNamara 1979 tillsammans med landsmannen Paul McNamee i Australiska öppna. I finalen besegrade de Paul Kronk/Cliff Letcher med siffrorna 7-6 6-2. Året därpå var McNamara/McNamee åter i final i mästerskapen, men denna gång förlorade de mot landsmännen Mark Edmondson/Kim Warwick med 5-7, 4-6. 
Peter McNamara och Paul McNamee vann dubbeltiteln i Wimbledonmästerskapen två gånger. I 1980 års turnering nådde de final och besegrade där Robert Lutz/Stan Smith (7-6, 6-3, 6-7, 6-4). År 1982 finalbesegrade de det amerikanska paret John McEnroe/Peter Fleming (6-3 6-2). 
Peter McNamara spelade i det australiska Davis Cup-laget 1980-82 och 1985-86. Han spelade totalt 21 matcher av vilka han vann 10.

## Spelaren och personen
McNamara var en av de professionella spelarna som längst använde tennisracketar med ramar uppbyggda huvudsakligen av trä på proffstouren. Han har själv berättat hur hans spelstyrka avsevärt steg när han i början av 1980-talet övergav sin ordinära träracket och började använda en oversize-racket med en ram av trä men med inslag av grafit (Prince woodie).
Han avslutade en kort tävlingskarriär i samband med en knäskada säsongen 1983. Han fortsatte därefter som tennistränare, för bland andra Mark Philippoussis.

## Grand Slam-titlar
- Australiska öppna
  - Dubbel - 1979
- Wimbledonmästerskapen
  - Dubbel - 1980, 1982

## Övriga titlar påATP-touren
- Singel
  - 1979—Berlin
  - 1980—Brussel
  - 1981—Hamburg, Melbourne inomhus
  - 1983—Brussel
- Dubbel
  - 1983—Memphis
  - 1982—Milano, Monte Carlo,
  - 1981—North Conway, Sawgrass Doubles, Melbourne Inomhus, Masters WCT, Stuttgart utomhus, Sydney utomhus
  - 1980—Houston, Sydney utomhus,
  - 1979—Kairo, Nice, Palermo, Sydney utomhus, Brussel

### Fotnoter
1. ↑  atptour.com.[källa från Wikidata]
2. ↑  https://www.theguardian.com/sport/2019/jul/28/peter-mcnamara-obituary
3. ↑  Myles, Stephanie (21 July 2019). ”Cancer claims Peter McNamara at 64”. Tennis.life. https://tennis.life/2019/07/21/cancer-claims-peter-mcnamara-at-64/. Arkiverad 21 juli 2019 hämtat från the Wayback Machine. ”Arkiverade kopian”. Arkiverad från originalet den 21 juli 2019. https://web.archive.org/web/20190721182720/https://tennis.life/2019/07/21/cancer-claims-peter-mcnamara-at-64/. Läst 22 juli 2019.